# 테오도라 티지모우

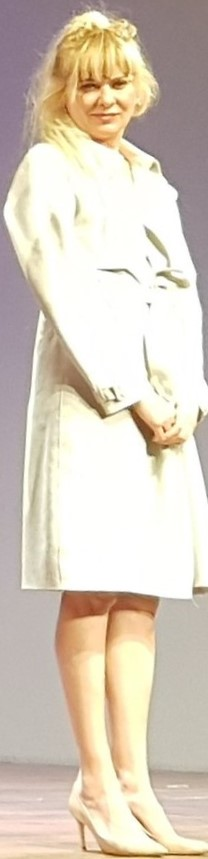

테오도라 티지모우(Theodora Tzimou, 1974년 3월 20일 ~ )는 그리스의 배우이다.
타슈켄트에서 태어났다.

## 영화
- 프리 서브젝트 (2018년)
- 우삭 (2017년)
- 안토니스 파라스케바스의 영원한 복귀 (2013년)
- 맨 엣 시 (2011년)
- 언페어 월드 (2011년)
- 인질 (2005년)
- 8월의 어느날 (2001년)
- 도시의 가장자리 (1998년)